# エレミヤ

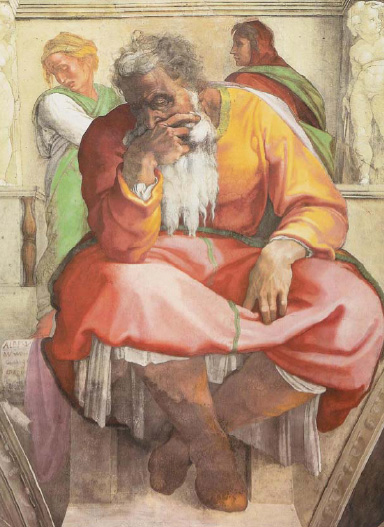
ミケランジェロによって描かれたシスティーナ礼拝堂天井画の『預言者エレミヤ』。

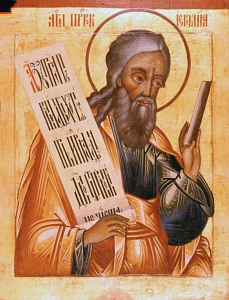
聖預言者エレミヤのイコン（キジ島・正教会の聖堂のイコノスタシス）。

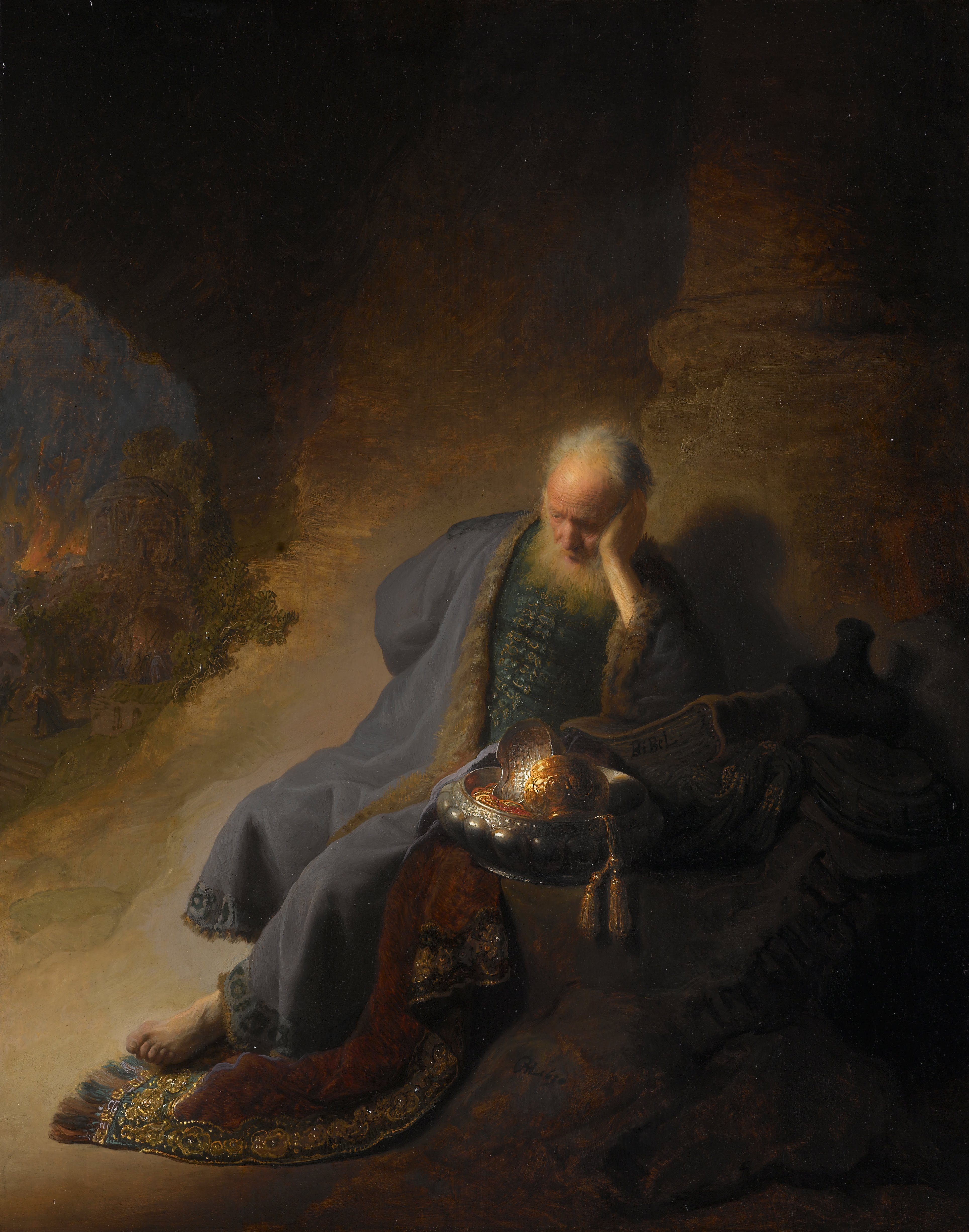
レンブラントの『エルサレム滅亡を嘆く預言者エレミヤ』（アムステルダム国立美術館蔵）。

エレミヤ（英語: Jeremiah, ヘブライ語: יִרְמְיָה yirm'yá）は、旧約聖書の『エレミヤ書』に登場する古代ユダヤの預言者。イエレミヤとも表記する。名はヘブライ語で「ヤハウェが高める」という意味。紀元前7世紀末から紀元前6世紀前半の、バビロン捕囚の時期に活動した。

## 人物
父はアナトトの祭司ヒルキヤ。アナトトはベニヤミン族の地にあった祭司たちの町であった。このことからエレミヤの家系は、ダビデ王の死去後に対立後継者アドニヤをたてたことを理由にソロモン王から祭司を罷免させられ、アナトトに追放された祭司アビアタルにつながるものであると思われる。
旧約聖書のうち『エレミヤ書』と並んで、『哀歌』もエレミヤの作とされている。『エレミヤ書』は『イザヤ書』『エゼキエル書』とならんで3大預言書のひとつとされ、旧約時代の預言者のなかでも重要視される人物の一人である。
正教会・非カルケドン派で聖人とされる。正教会での記憶日は5月1日（ユリウス暦を使用する正教会では5月14日に相当)であり、聖預言者イエレミヤと呼称される。

## 生涯とその言葉
『エレミヤ書』が示すその生涯を以下に示す。
若きエレミヤが預言者として神の召命を受けたのは、南ユダ王国のヨシヤ王の治世第13年（紀元前627年）であった。エレミヤは若さを理由に固辞しようとするが、神はエレミヤを励まし、預言職を全うさせようとする。
はじめにエレミヤが預言するのは「北からの災い」であった。そしてその災いは唯一の神を離れ、バアル信仰に民がはしったためであるという。初期のエレミヤは民に「悔い改め」をよびかける。エレミヤの災いの預言は新バビロニア王国の侵攻とバビロン捕囚という形で現実化する。
ヨシヤ王の子ヨヤキム王の時代、率直過ぎるエレミヤの預言活動は人々の反感を買っていた。この時代、楽観的な預言を行う職業的預言者の一団がおり、エルサレムの民衆はそちらを支持していた。彼は命の危険を感じるようになる。エレミヤは正しいものが苦しみ、不正を行うものが繁栄する社会の現実に苦悩し、神にその苦しみを訴えている。
エレミヤはまた侵略者ネブカドネザル2世を「神の僕」 であるといい、イスラエルの戦火を神の意思であると預言したため、仲間であるはずのユダヤ人たちから激しく攻撃される。同じように民に告げていた預言者ウリヤは実際に王の手で殺害されている。
ヨヤキム王の子エホヤキンの3ヶ月と10日という非常に短い治世を経て、ヨヤキム王の弟でエホヤキンの叔父ゼデキヤの時代になると、エレミヤは牢獄につながれるようになる。そのころ起こったネブカドネザル2世の二度目の侵攻は完全にエルサレムとエルサレム神殿を破壊した。エレミヤはその後も総督ゲダルヤの庇護下にエルサレムで活動を続けるが、紀元前568年にゲダルヤ暗殺とその後の混乱の中で、エジプト逃亡を主張する一団に無理やりエジプトへ連行される。エレミヤが絶望的な状況の中で告げていた預言は未来への希望であった。
エレミヤの言葉の多くはネリヤの子バルクが口述筆記していた という記述から、エレミヤの生の言葉をより多く伝えていると考えられている。

### エレミヤに関する伝承
ラビ文学において、エレミヤはしばしばモーゼと対比される。
キリスト教の伝承には、エレミヤがエジプトでユダヤ人国粋派によって石打ちにあい殉教したとするものがある。この伝承は、のちにユダヤ教にも伝えられた が、おそらく失われたユダヤ伝承に依拠したものと考えられる。
また別の伝承では、エレミヤが祈祷によって、エジプトをワニと鼠の災厄から救い、そのことによってエジプト人から篤く崇敬されたと伝える。

## 著作と筆者問題
伝統的にエレミヤは『列王記』上下、『エレミヤ書』および『エレミヤの哀歌』の著者とみなされてきた。これらの著作をエレミヤが口述し、エレミヤの弟子で写字生のバルクが筆記したと考えられてきた。